# Santa Carmem
Santa Carmem est une municipalité brésilienne située dans l'État du Mato Grosso.